# Dewolutywność
Dewolutywność – stan prawny przenoszący postępowanie do organu wyższej instancji. Dewolutywność spotykana jest w postępowaniu administracyjnym, administracyjnosądowym, cywilnym oraz karnym. Zaskarżony środek rozpatrywany jest przez organ wyższego stopnia w stosunku do tego, który ów środek wydał (w postępowaniu administracyjnym) albo sąd wyższej instancji.